# Garù Garù
Garù Garù (Garou Garou, le passe-muraille) è un film del 1951 diretto da Jean Boyer.

## Critica
(Leo Pestelli)